# Cutremurul din Nepal (2015)
Cutremurul din Nepal (cunoscut în presa indiană și sub numele de cutremurul himalayan) cu magnitudinea 7,8 Mw a avut loc în Nepal, sâmbătă, 25 aprilie 2015, la ora 06:11 UTC (ora locală 11:56). Epicentrul cutremurului a fost localizat în Districtul Lamjung, la aproximativ 77 km nord-vest de capitala Nepalului, Kathmandu. Este cel mai puternic cutremur care a avut loc în regiune, din 1934 încoace, când un cutremur de 8,2 pe Richter a provocat moartea a peste 17.000 de persoane. Potrivit cifrelor oficiale, peste 8.500 de oameni și-au pierdut viața în Nepal și țările învecinate. Districtul Sindhupalchok a fost cel mai grav afectat – 3.360 de morți (aproape jumătate din numărul oficial al victimelor). 57 de turiști străini se numără printre victime, alți 52 fiind răniți, iar 109 încă sunt dați dispăruți. Prim-ministrul Nepalului Sushil Koirala avertiza că numărul victimelor ar putea depăși cifra de 10.000. Monumente istorice aparținând patrimoniului mondial UNESCO, printre care Piața Durbar și Turnul Dharahara înalt de 62 m, au fost distruse sau au fost grav avariate. Pagubele totale însumează circa 15–20% din PIB-ul Nepalului, adică 5 miliarde de dolari. Potrivit ONU, opt milioane de oameni (mai mult de o pătrime din populația țării) din 39 de districte au fost afectați de cutremur. De asemenea, 1,4 milioane de oameni au nevoie de asistență umanitară de urgență, dintre care 940.000 sunt copii.
Cutremurul a avut loc într-o perioadă aglomerată pentru turismul nepalez, când peste 300.000 de turiști străini, inclusiv 28 români, vizitau țara pentru sezonul de trekking și alpinism. În jur de 50 de milioane de dolari au fost donați de guverne, companii private și grupuri umanitare din Statele Unite, China, Norvegia, Germania, Australia, Marea Britanie și Uniunea Europeană. Totuși, această sumă reprezintă mai puțin de 1% din costurile estimate de reconstrucție. Directorul general al FMI, Christine Lagarde, și-a exprimat "profunda simpatie" față de populația nepaleză și a afirmat într-un comunicat că va colabora cu Banca Mondială, Banca Asiatică pentru Dezvoltare și alte agenții, pentru acordarea de ajutor.
Potrivit lui Roger Bilham, profesor de geologie de la Universitatea din Colorado Boulder, care studia istoria cutremurelor din regiune, zguduitul pământului a durat un minut sau două, iar falia a alunecat cu trei metri de-a lungul zonei de ruptură, care se întinde pe 120 km și trece pe sub Kathmandu. Cutremurul "a mutat întregul oraș spre sud cu trei metri", a spus dr. Bilham.

## Replici

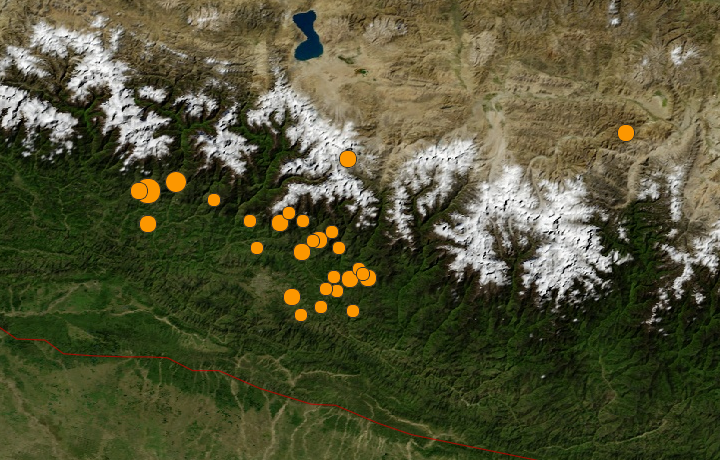
Hartă a cutremurului din 25 aprilie și replicile acestuia (USGS)

Potrivit Centrului Seismologic Euro-Mediteranean, în primele trei ore de la șocul principal, 14 replici cu magnitudini mai mari de 5 grade pe scara Richter au avut loc în regiune. Cea mai puternică a avut o magnitudine de 6,7 și s-a produs la doar o jumătate de oră de la șocul de 7,8. În dimineața zilei de 26 aprilie, o replică mai puternică, de 6,8 pe Richter, s-a produs la 17 km sud de Kodari, fiind simțită puternic și în țările vecine. Echipe de salvare au raportat pagube însemnate în Tibet după replica de 6,8. Unda de șoc a dat naștere la alte trei avalanșe în Himalaya, după uriașa cădere de zăpadă din dimineața zilei de 25 aprilie.
| Dată       | Oră (UTC) | Epicentru       | Magnitudine | Intensitate | Adâncime |
| ---------- | --------- | --------------- | ----------- | ----------- | -------- |
| 25 aprilie | 06:45:21  | 28.19°N 84.86°E | 6,6         | V           | 14 km    |
| 25 aprilie | 07:47:01  | 27.86°N 85.56°E | 5           | III         | 10 km    |
| 25 aprilie | 08:29:24  | 27.99°N 84.71°E | 5           | II          | 10 km    |
| 25 aprilie | 09:17:02  | 28.43°N 87.34°E | 5,7         | III         | 10 km    |
| 25 aprilie | 12:44:04  | 28.15°N 84.66°E | 5,2         | III         | 10 km    |
| 25 aprilie | 14:10:02  | 27.58°N 85.66°E | 4,6         | III         | 10 km    |
| 25 aprilie | 16:27:21  | 27.91°N 85.62°E | 4,9         | III         | 10 km    |
| 25 aprilie | 17:42:49  | 28.31°N 85.81°E | 5,4         | V           | 3 km     |
| 25 aprilie | 21:07:17  | 27.73°N 85.73°E | 4,7         | II          | 10 km    |
| 25 aprilie | 23:16:15  | 27.80°N 84.87°E | 5,6         | IV          | 10 km    |
| 25 aprilie | 23:41:52  | 27.56°N 85.94°E | 4,5         | II          | 10 km    |
| 26 aprilie | 02:48:39  | 28.16°N 84.61°E | 4,6         | IV          | 10 km    |
| 26 aprilie | 07:09:10  | 27.78°N 86.00°E | 6,7         | V           | 17 km    |
| 26 aprilie | 07:26:04  | 27.71°N 85.83°E | 5           | IV          | 10 km    |
| 26 aprilie | 07:36:26  | 27.72°N 85.93°E | 4,7         | IV          | 10 km    |
| 26 aprilie | 08:40:55  | 27.59°N 85.68°E | 4,6         | IV          | 10 km    |
| 26 aprilie | 08:46:16  | 27.84°N 85.69°E | 4,5         | IV          | 10 km    |
| 26 aprilie | 13:11:15  | 27.76°N 85.38°E | 4,5         | V           | 10 km    |
| 26 aprilie | 16:26:05  | 27.76°N 85.77°E | 5,3         | V           | 10 km    |
| 26 aprilie | 22:32:34  | 27.46°N 85.62°E | 4,6         | III         | 10 km    |
| 27 aprilie | 12:35:52  | 26.83°N 88.11°E | 5,1         | V           | 29 km    |
| 27 aprilie | 15:51:46  | 27.64°N 85.06°E | 4,5         | VI          | 10 km    |
| 27 aprilie | 18:59:56  | 28.00°N 84.75°E | 4,8         | IV          | 10 km    |

- Sursă: USGS
- Notă: Doar cutremurele cu magnitudinea ≥ 4,5 sunt afișate.

## Pagube

### Nepal

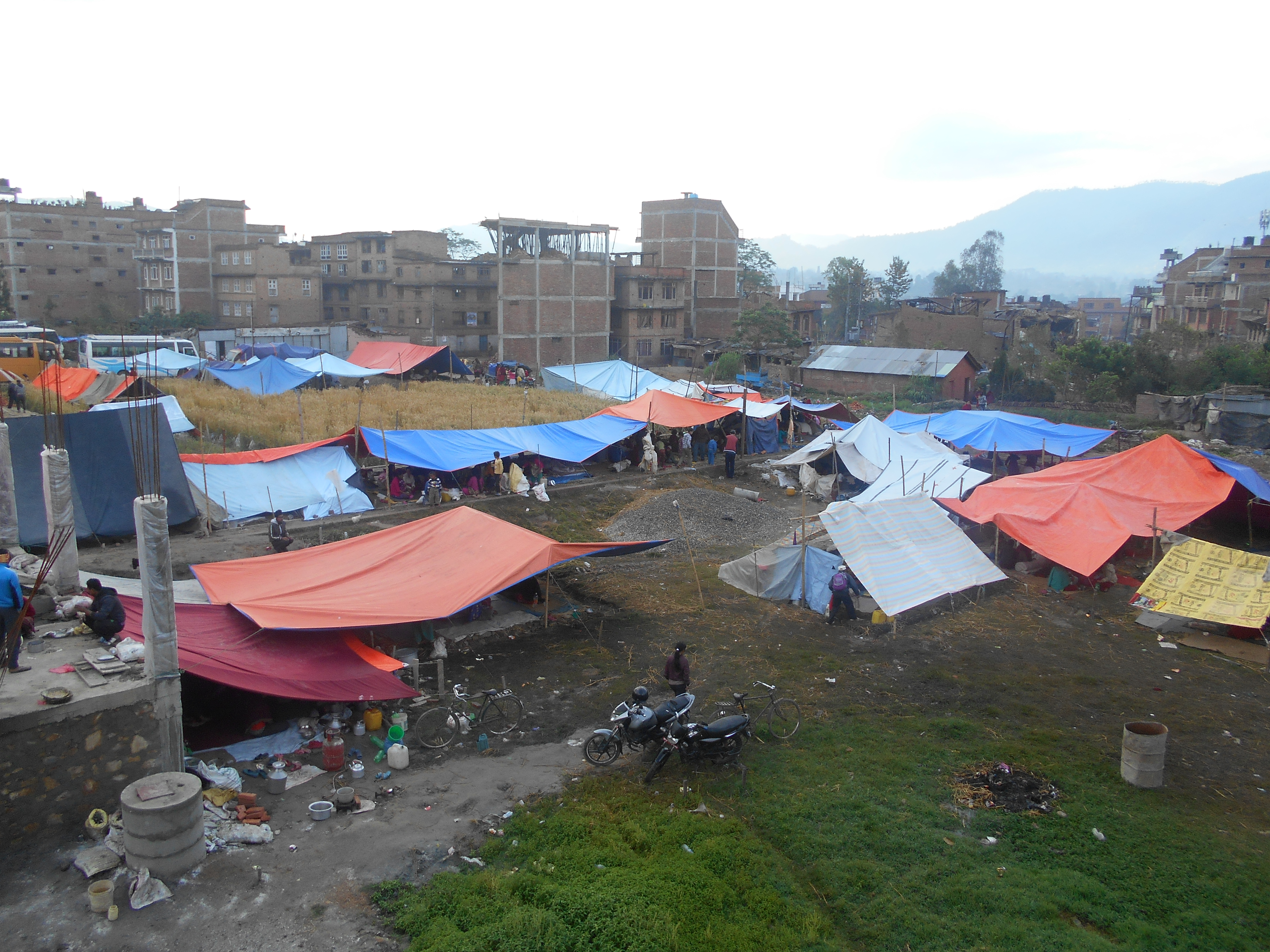
Mai mult de 3/4 din clădirile din Kathmandu sunt de nelocuit sau nesigure, zeci de mii de oameni fiind forțați să locuiască în corturi în aer liber.

Clădiri istorice din Piața Durbar, Kathmandu, înscrise pe lista patrimoniului mondial UNESCO din 1979, au fost distruse. Turnul Dharahara, simbol al capitalei nepaleze, construit în 1832, s-a prăbușit complet, omorând cel puțin 180 de oameni. Alte clădiri istorice avariate de cutremur includ Templul Manakamana din Districtul Gorkha, templul hindus Janaki Mandir, precum și Piața Durbar din Patan. De asemenea, templele din Piața Durbar, Basantapur, au fost distruse într-o proporție de 80%. Istoricul Prushottam Lochan Shrestha afirma: "Am pierdut majoritatea monumentelor care au fost desemnate situri ale patrimoniului mondial în Kathmandu, Bhaktapur și Lalitpur. Ele nu pot fi readuse la starea lor originală."
Udav Prashad Timalsina, oficial nepalez, afirma că în multe sate din Districtul Gorkha, 70% din case au fost distruse. Uriașe alunecări de teren au îngropat zeci de sate din zona de munte. Matt Darvas, voluntar World Vision, declara pentru Associated Press că "nu e neobișnuit pentru sate de 200, 300, până la 1.000 de oameni să fie complet îngropate de căderile de pietre".
Potrivit cifrelor oferite de Oficiul Națiunilor Unite pentru Coordonarea Afacerilor Umanitare, bazate pe estimări ale Guvernului nepalez din 6 mai, 284.455 de case au fost complet distruse, iar alte 234.102 au fost avariate. Aproape toate casele din piatră și nămol, caracteristice altitudinilor mari, au fost distruse. Cele mai importante pagube materiale au fost raportate în districtele Sindhupalchowk, Gorkha, Nuwakot, Ramechhap și Dhading.
Estimări ale OCHA din 15 mai arată că între 500.000 și 600.000 de familii și-au pierdut locuințele în cele două cutremure din Nepal.

### China
Potrivit autorităților chineze, 1.206 de case au fost complet distruse în urma cutremurului, iar alte 9.974 au suferit pagube importante. Circulația pe autostrada care leagă orașul Xigaze de Pasul Zham a fost întreruptă de alunecări de teren. Tot în Xigaze, 24.800 de oameni au fost nevoiți să-și părăsească locuințele, aici fiind, de asemenea, avariate 54 de temple.
Un bilanț al centrului regional pentru ajutor în caz de dezastre, publicat pe 27 aprilie, arăta că aproape 80% din casele construite în ținuturile Gyirong, Nyalam și Tingri au fost distruse.

### Bangladesh
18 districte ale Bangladeshului au fost afectate, iar 17 clădiri au fost ușor avariate.

## Victime
| MMI  | Intensitate     | Populație  |
| ---- | --------------- | ---------- |
| IV   | Ușor            | 5.616.000  |
| V    | Moderat         | 69.912.000 |
| VI   | Puternic        | 61.669.000 |
| VII  | Foarte puternic | 9.288.000  |
| VIII | Sever           | 5.299.000  |
| IX   | Violent         | 4.000      |

| Țară       | Morți | Răniți | Ref.          |
| ---------- | ----- | ------ | ------------- |
| Nepal      | 8.413 | 17.576 | [ 38 ] [ 39 ] |
| India      | 78    | 560    | [ 40 ] [ 41 ] |
| China      | 25    | 383    | [ 34 ]        |
| Bangladesh | 4     | 200    | [ 36 ]        |
| Total      | 8.520 | 18.719 |               |

| Țară           | Morți | Răniți | Dispăruți |
| -------------- | ----- | ------ | --------- |
| Australia      | 1     |        | 350       |
| Belgia         |       |        | 23        |
| Cehia          |       |        | 54        |
| China          | 4     | 10     |           |
| Columbia       |       |        | 7         |
| Coreea de Sud  |       | 3      |           |
| Estonia        | 1     |        | 4         |
| Franța         | 3     |        | 560       |
| Hong Kong      | 1     |        | 8         |
| India          | 7     | 10     |           |
| Indonezia      |       |        | 18        |
| Israel         |       |        | 11        |
| Italia         | 2     |        | 2         |
| Japonia        | 1     | 1      |           |
| Lituania       |       |        | 5         |
| Malaezia       |       |        | 2         |
| Marea Britanie | 1     |        | 27        |
| Mexic          |       |        | 1         |
| Noua Zeelandă  | 1     |        |           |
| Slovacia       |       | 1      | 22        |
| Spania         |       | 1      | 159       |
| Statele Unite  | 4     |        |           |
| Taiwan         |       |        | 27        |
| Ucraina        |       |        | 77        |

Un bilanț oferit presei de purtătorul de cuvânt al poliției nepaleze, Kamal Singh Bam, în după-amiaza zilei de 27 aprilie, indica 4.105 morți. Următoarea zi, Centrul Național de Gestionare a Urgențelor raporta, într-o postare pe Twitter, 5.057 de morți, 10.915 răniți și 454.769 de oameni fără locuințe. În săptămânile următoare, numărul victimelor a crescut la 8.413 morți și 17.576 răniți, conform Crucii Roșii. Într-o declarație emisă pe 2 mai, Ministerul de Interne din Nepal spunea că 96 de străini au fost afectați de cutremur (50 de morți și 46 de răniți), astfel: India (38 de morți, 10 răniți), China (3 morți, 9 răniți), Hong Kong (1 rănit), Franța (2 morți, 5 răniți), Statele Unite (3 morți, 1 rănit), Italia (5 răniți), Germania (4 răniți), Olanda (2 răniți), Japonia (1 mort, 2 răniți), Australia (1 mort, 2 răniți), Turcia (1 rănit), Danemarca (1 rănit), Rusia (1 rănit), Estonia (1 mort), Suedia (1 rănit), Spania (1 mort), Coreea de Sud (1 rănit). Peste 1.000 de cetățeni ai Uniunii Europene, majoritatea turiști și alpiniști, sunt încă dați dispăruți în Nepal. În India, 78 de oameni și-au pierdut viața: 58 în Bihar, 16 în Uttar Pradesh, trei în Bengalul de Vest și unul în Rajasthan. Situația răniților se prezintă astfel: 275 în Bihar, 100 în Uttar Pradesh, 169 în Bengalul de Vest, nouă în Sikkim, șapte în Rajasthan. Cea mai afectată regiune chineză a fost Tibetul, unde autoritățile au confirmat 25 de morți și 383 de răniți. De asemenea, patru oameni, inclusiv un național nepalez, sunt dați dispăruți în Ținutul Nyalam. În Bangladesh, patru oameni au murit, iar alți 200 au fost răniți, majoritatea în timpul operațiunilor de evacuare.

Cutremurul a generat o avalanșă de proporții pe versantul sudic al Everestului, omorând 17 alpiniști (printre care și Dan Fredinburg, unul dintre managerii Google) și rănind alți 61. Oficialități din Ministerul Turismului estimau că 1.000 de oameni erau pe munte la momentul producerii avalanșei, 400 dintre aceștia fiind străini. Printre aceștia s-au numărat și patru alpiniști români (Alex Găvan, Teofil Vlad, Justin Ionescu și Zsolt Torok), toți patru scăpând nevătămați, conform MAE român. Replicile ce au urmat șocului principal au dat naștere altor avalanșe și căderi de roci și gheață. 217 persoane sunt încă date dispărute pe versantul nepalez al Everestului. Muntele Everest este situat la aproximativ 220 km de epicentrul cutremurului. Un elicopter a reușit să transporte 22 de răniți grav către satul Pheriche, înainte ca operațiunea de salvare să fie sistată din cauza condițiilor meteo nefavorabile. Pheriche este un popas important pentru alpiniști, având un spital rudimentar, cu personal format din localnici și voluntari străini. Alți 29 de alpiniști sunt tratați la spitalul din Lukla. Aeroportul Internațional Tribhuvan, situat la ieșirea din Kathmandu, a fost închis imediat după cutremur, dar a fost redeschis mai târziu în aceeași zi pentru operațiuni de salvare. Două zboruri Air India, care transportau 135, respectiv 45 pasageri, au fost, de asemenea, întoarse din drum după evacuarea de la sol.
Pe 28 aprilie, o altă avalanșă a avut loc în satul Ghodatabela din Districtul Rasuwa, o populară zonă de trekking la nord de capitala Kathmandu. Potrivit guvernatorului Uddhav Bhattarai, 250 de oameni sunt dați dispăruți, inclusiv turiști străini.

## Efecte geologice
Imagini oferite de radarul ESA Sentinel-1A arată o fâșie de pământ lungă de 120 km și lată de 50 km deplasată vertical cu 3,2 picioare (1 m), la nord de capitala Kathmandu, deși orașul este relativ departe de epicentrul cutremurului. Acesta este motivul pentru care majoritatea pagubelor materiale s-au concentrat în Valea Kathmandu. Mai mult, vârful Everest și-a redus din înălțime cu aproape un țol (2,54 cm), potrivit UNAVCO, o organizație non-profit. Totuși, Munții Himalaya continuă să crească cu aproximativ 0,4 țoli (1 cm) în fiecare an, ca urmare a coliziunii permanente dintre plăcile Indiană și Eurasiatică.

## Cutremurul din 12 mai

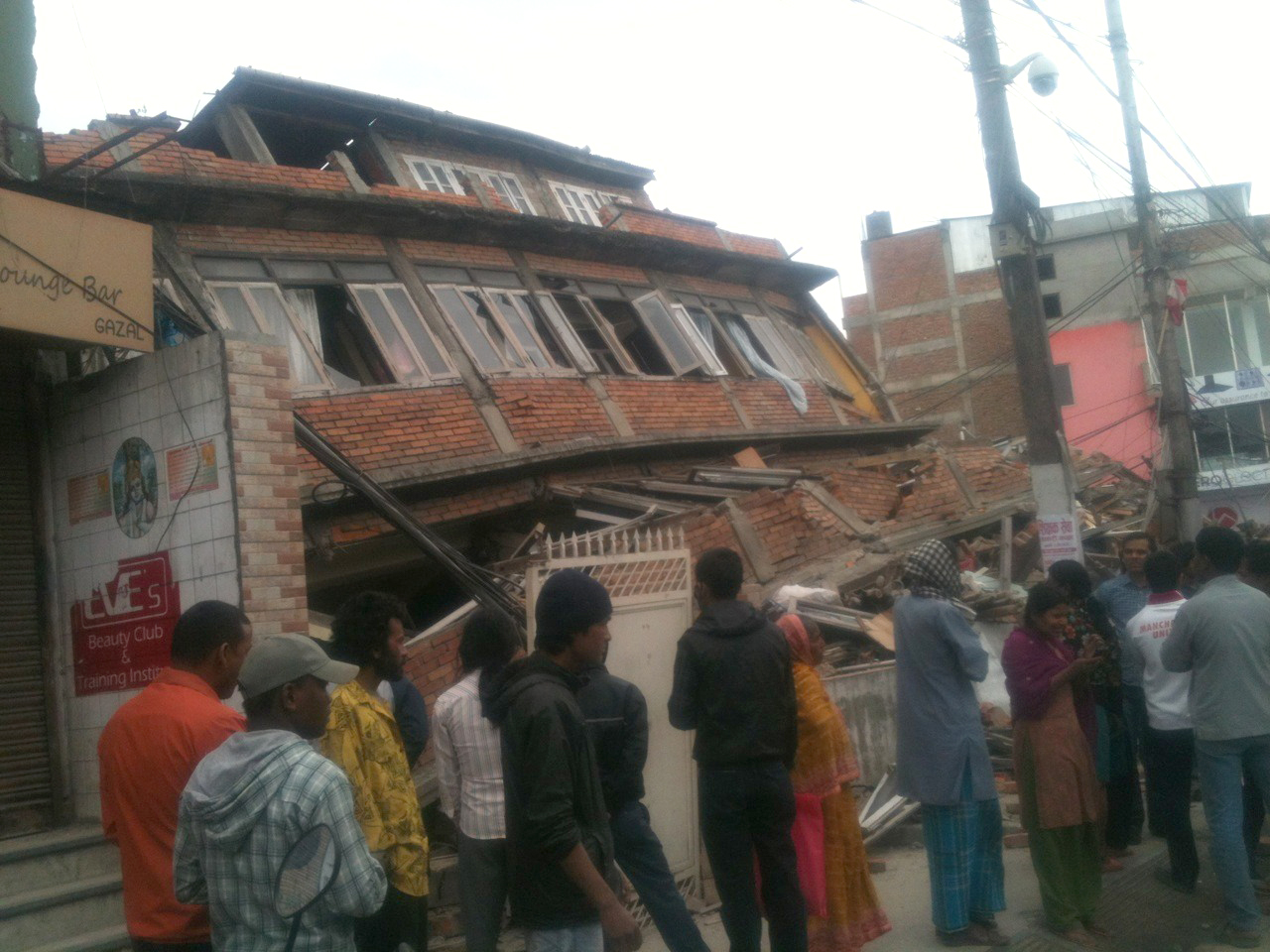
Efectele cutremurului din 12 mai în Tripureswor, Kathmandu

Un alt cutremur de magnitudine 7,3 pe scara Richter a avut loc marți, 12 mai, la ora 07:05 (UTC). Potrivit USGS, epicentrul cutremurului a fost localizat aproape de granița cu China, la 18 km sud-est de orașul Kodari. Unda seismică au fost resimțită până în Delhi, India și Dhaka, capitala Bangladeshului, fiind urmată de 202 replici cu magnitudine de peste 4 pe Richter. Cea mai puternică a avut loc la doar o jumătate de oră de la șocul principal și a măsurat 6,3 pe scara Richter. Potrivit cifrelor furnizate de Ministerul de Interne din Nepal, cel puțin 96 de oameni au fost uciși, iar alți 2.563 răniți, majoritea în zonele montane din nord-est. 32 din cele 75 de districte nepaleze au fost afectate de cutremur. Pierderile economice estimate pentru cutremurul din 12 mai sunt de ordinul a 500 de milioane de dolari.
În India, autoritățile au confirmat 44 de morți: 42 în Bihar și doi în Uttar Pradesh. O femeie din Tibet a fost ucisă în mașina ei, strivită de căderile de pietre. Un elicopter militar aparținând Statelor Unite a dispărut în apropierea localității nepaleze Charikot, în timp ce efectua o misiune de asistență umanitară după cutremurul din 12 mai. Elicopterul cu șase soldați americani și doi nepalezi la bord s-a prăbușit în unul din râurile din zona afectată, potrivit declarațiilor maiorului Rajan Dahal. Pe 16 mai, corpurile celor opt soldați au fost recuperate.

## Galerie

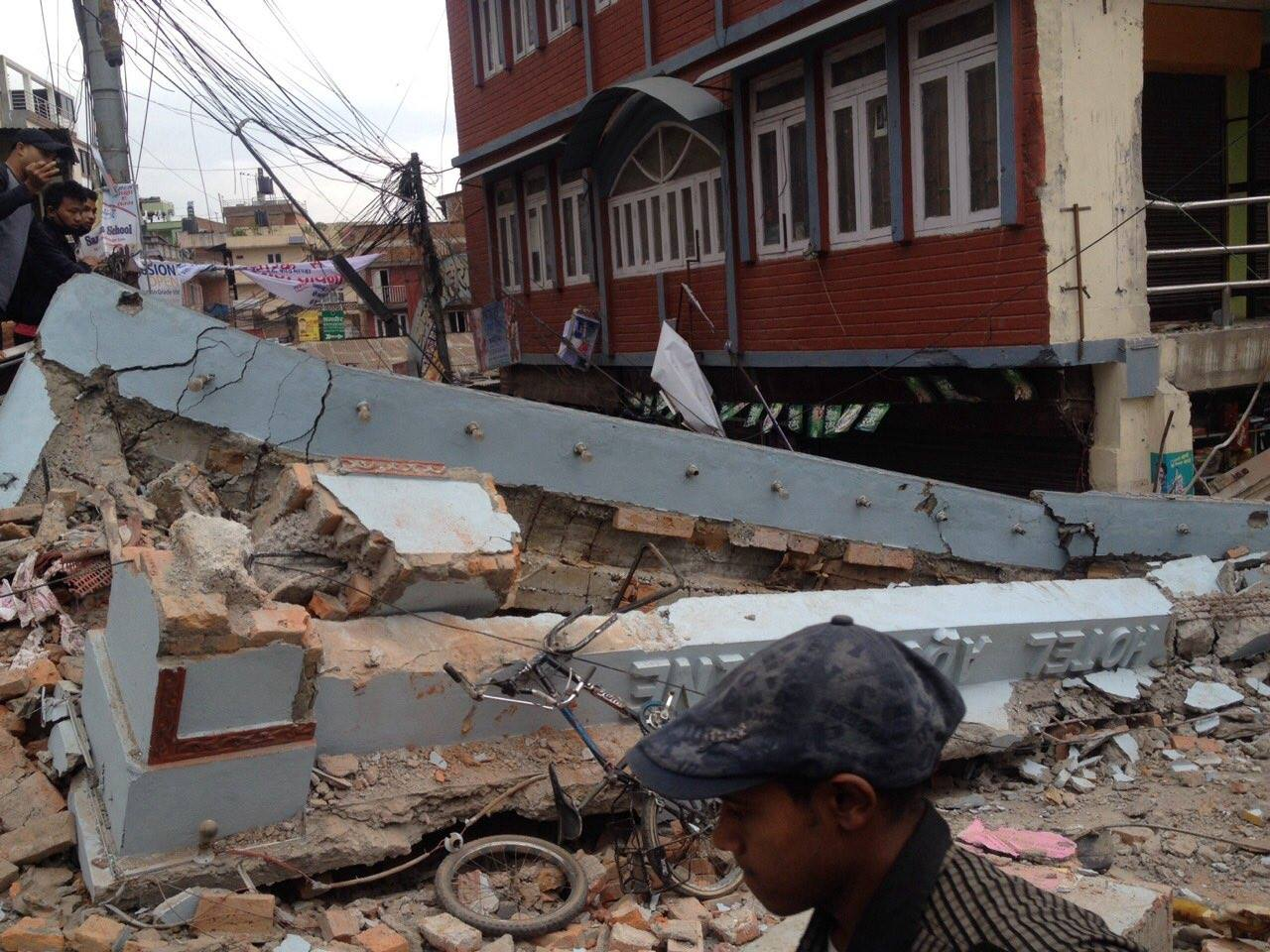
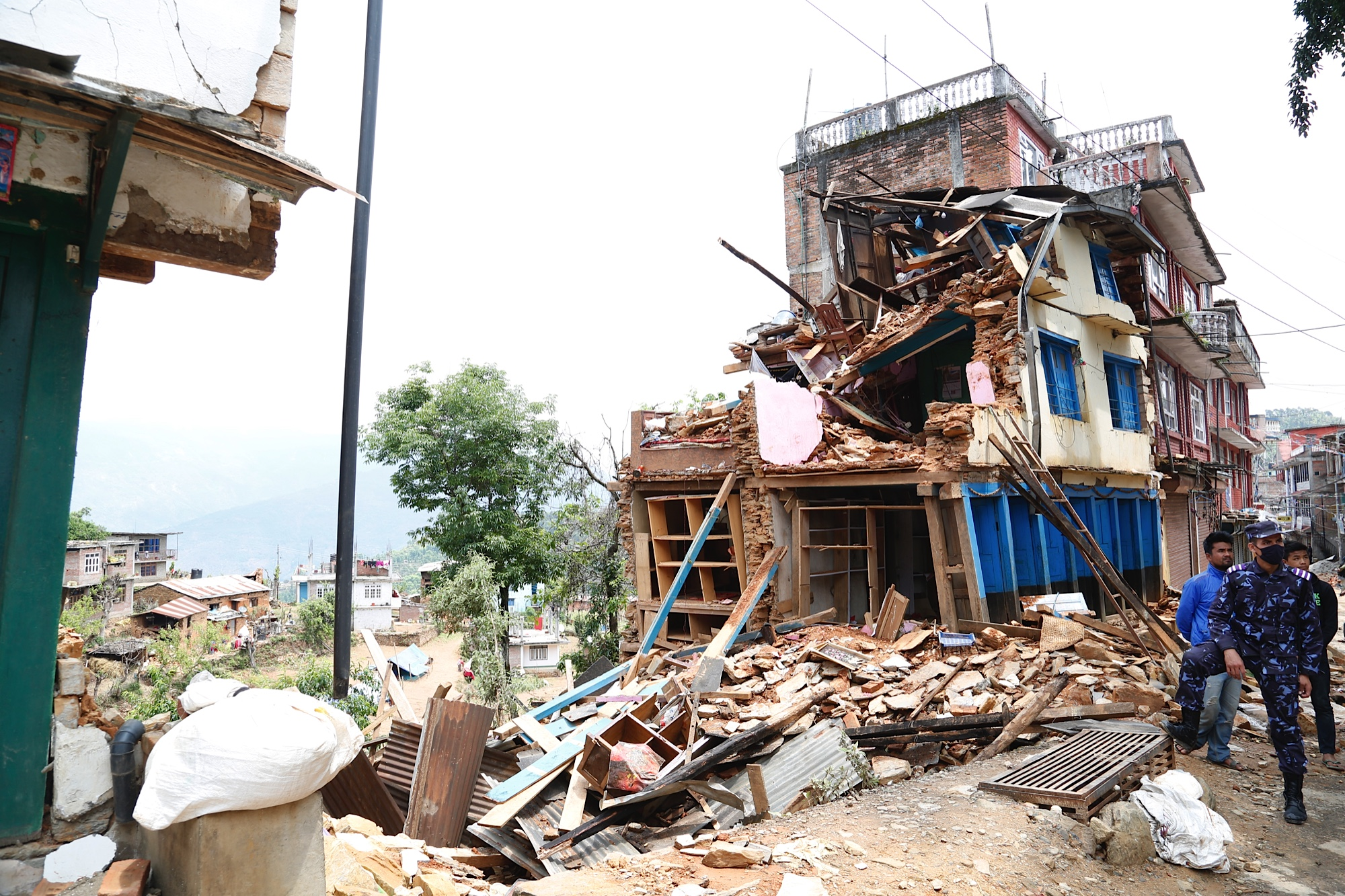
Chautara
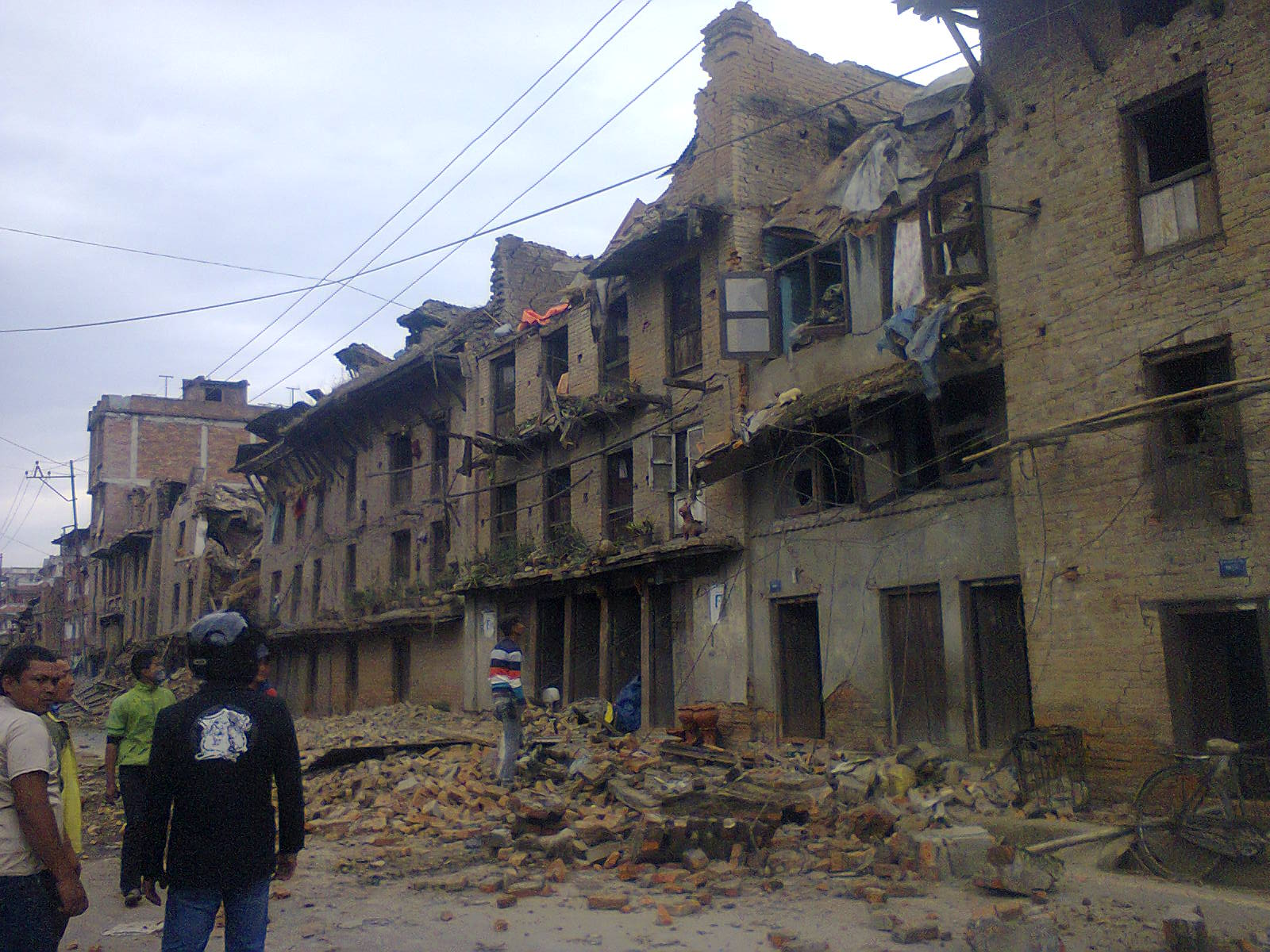
Bhaktapur
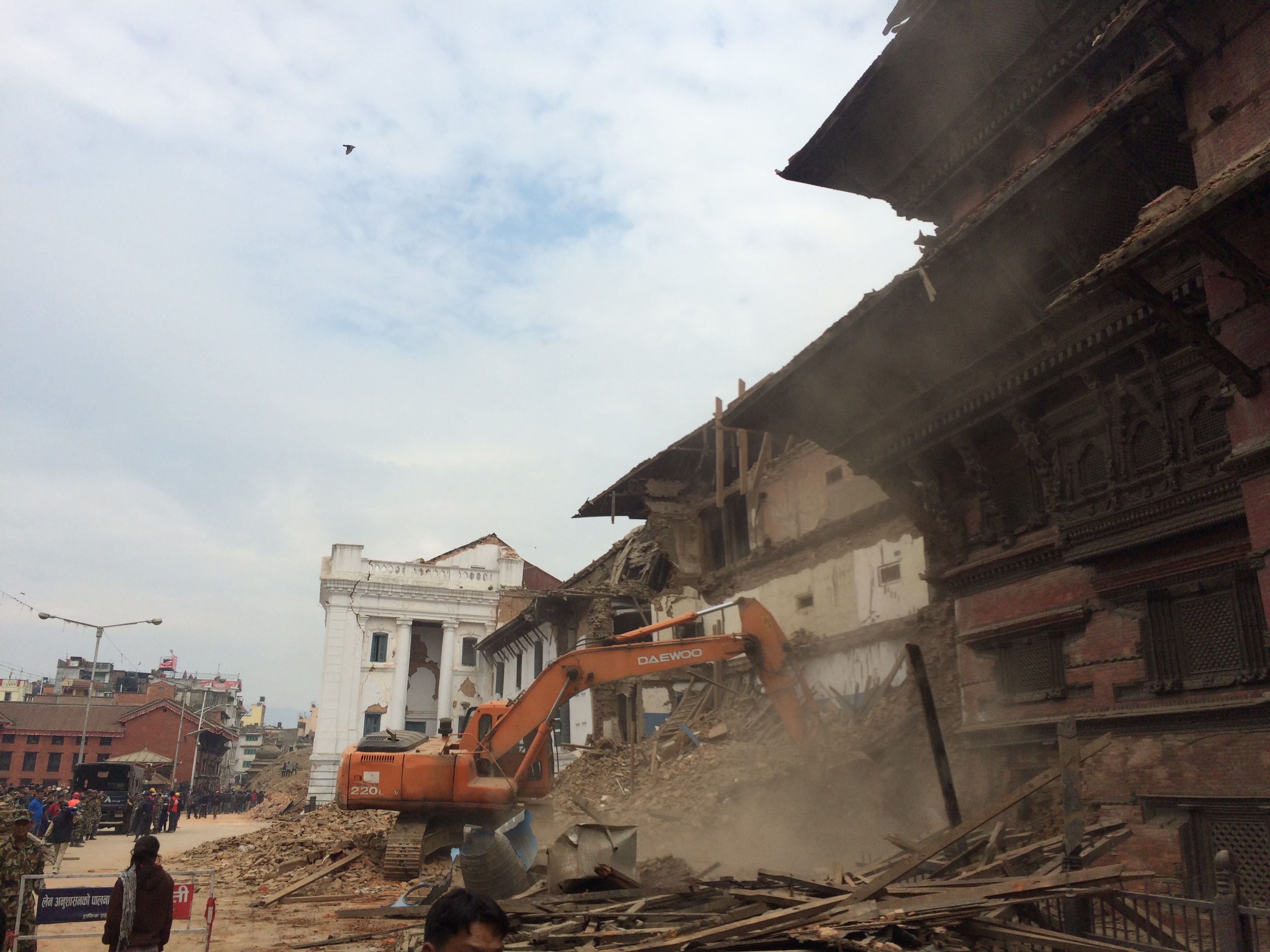
Piața Durbar din Kathmandu, la o zi după cutremur
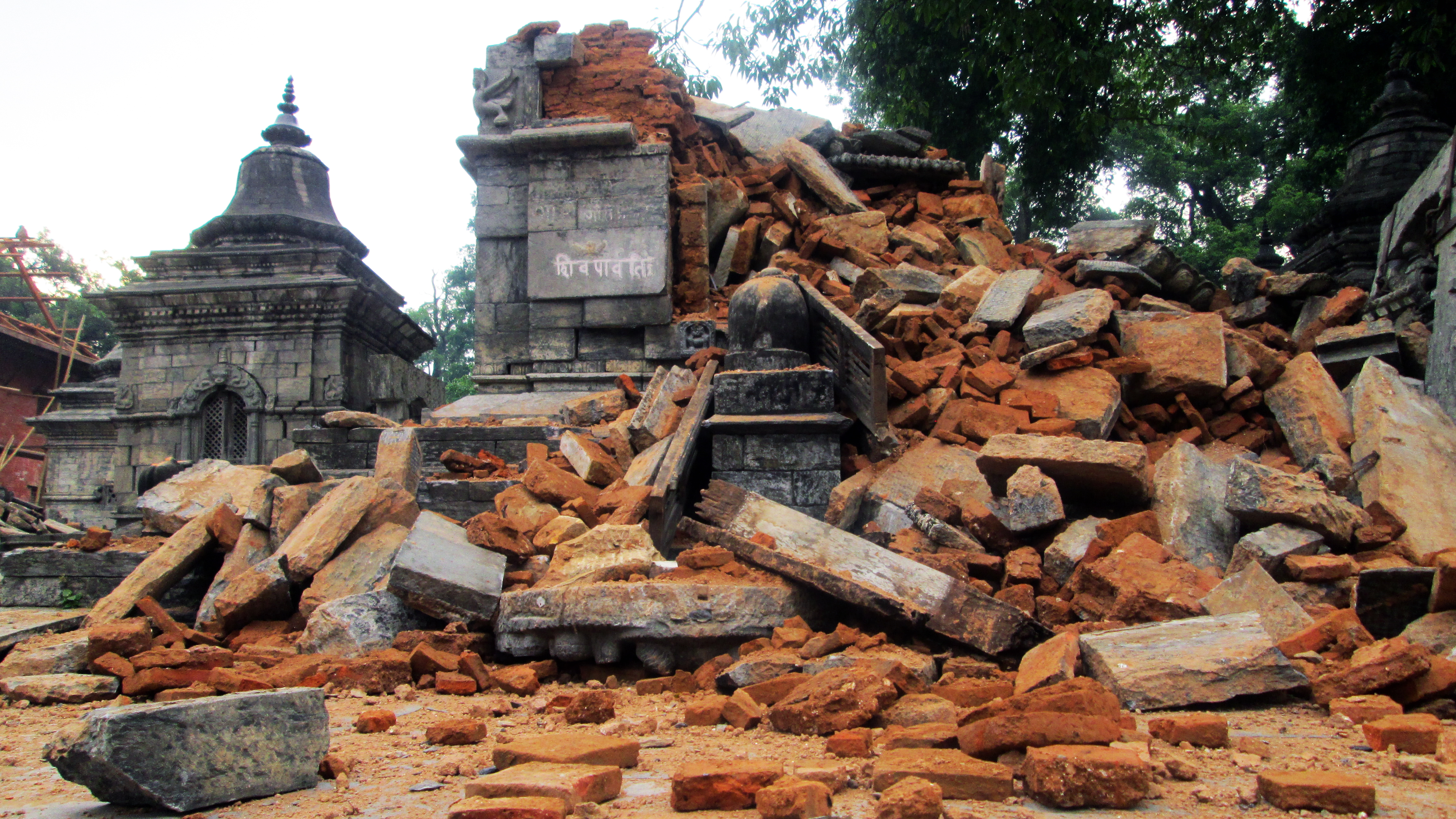
Templul Pashupatinath din Dewal
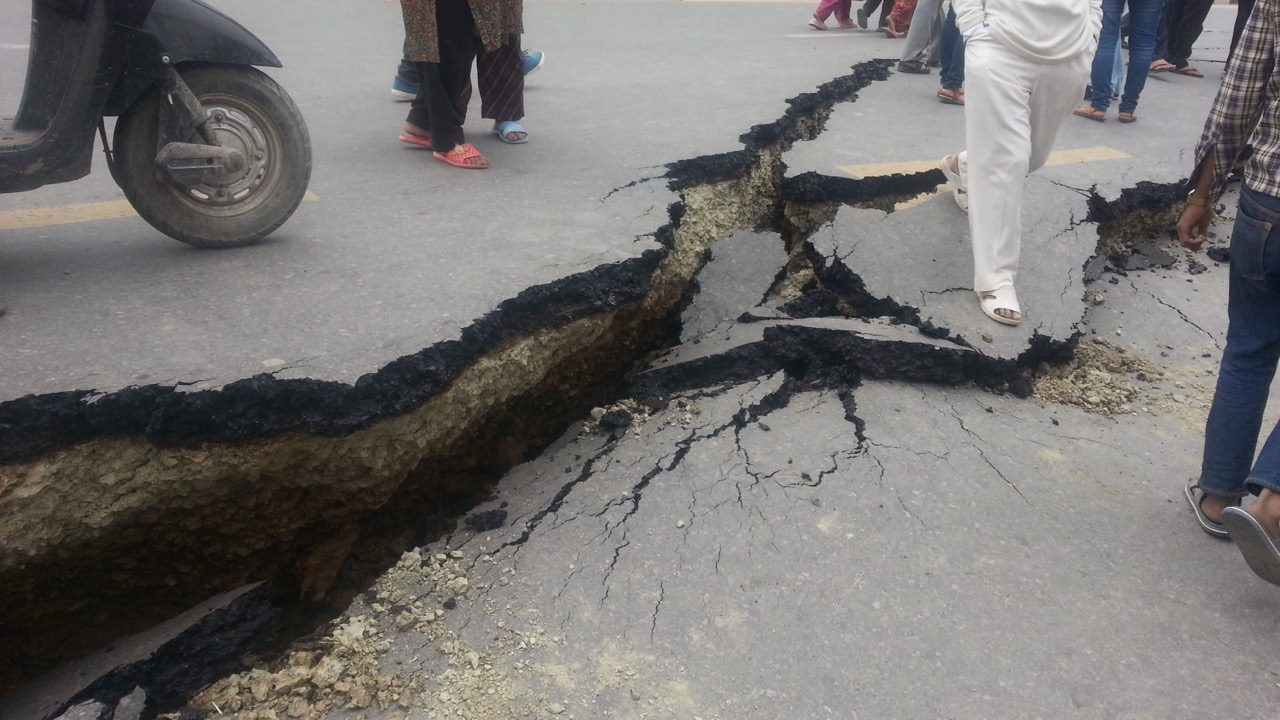
Fisuri în șoselele din Kathmandu
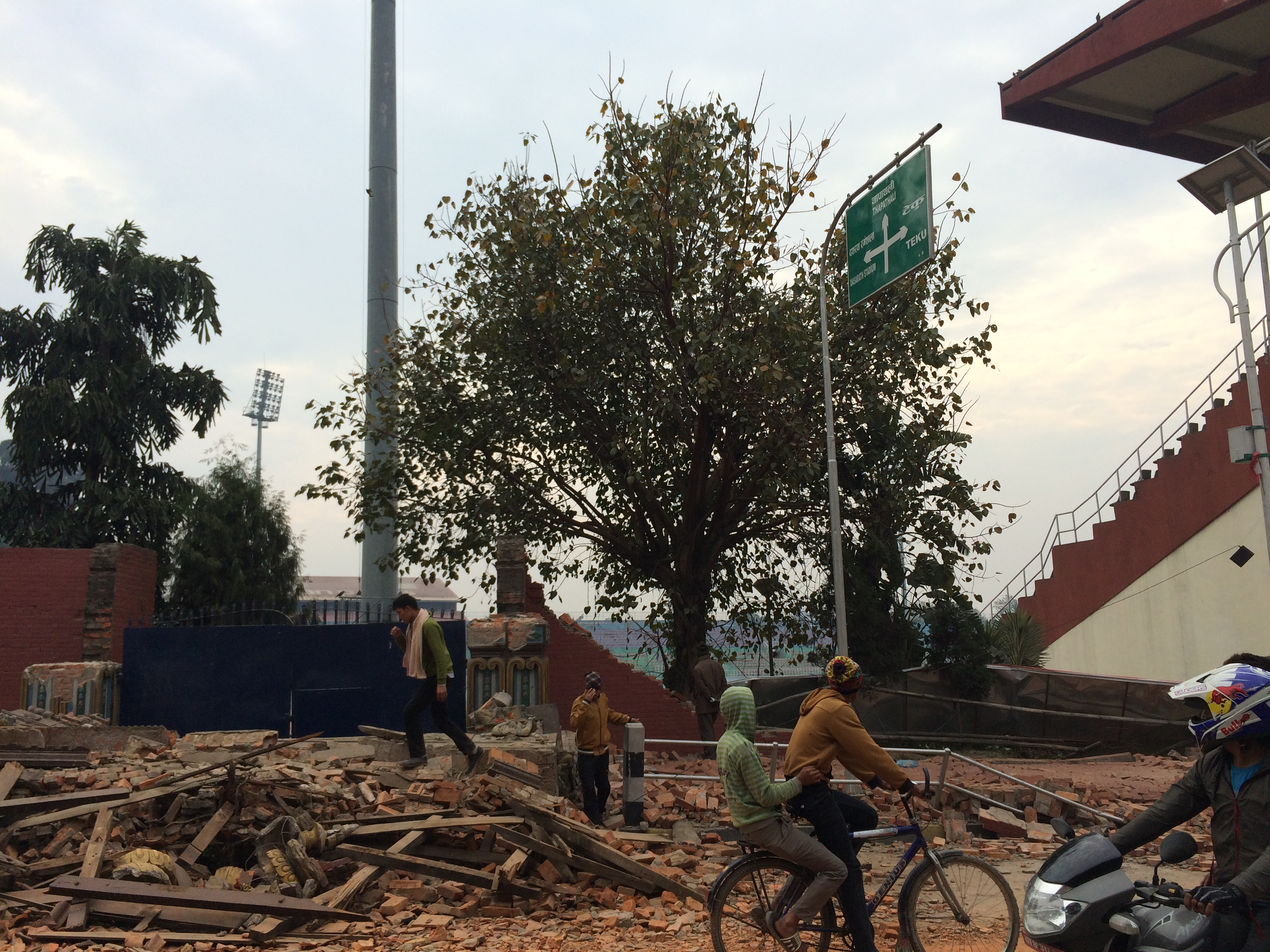
Stadionul Dasarath Rangasala, Kathmandu
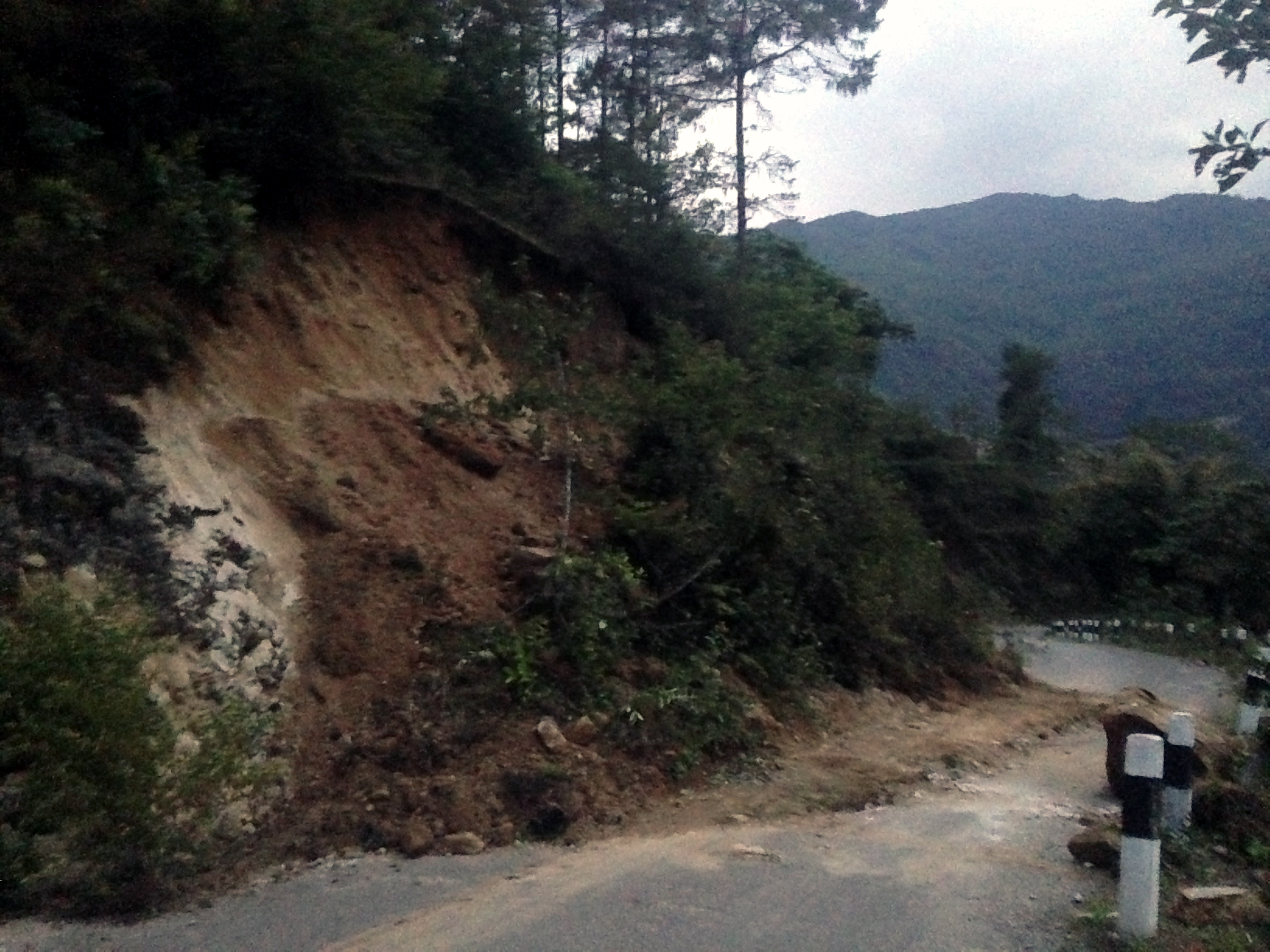
Alunecare de teren
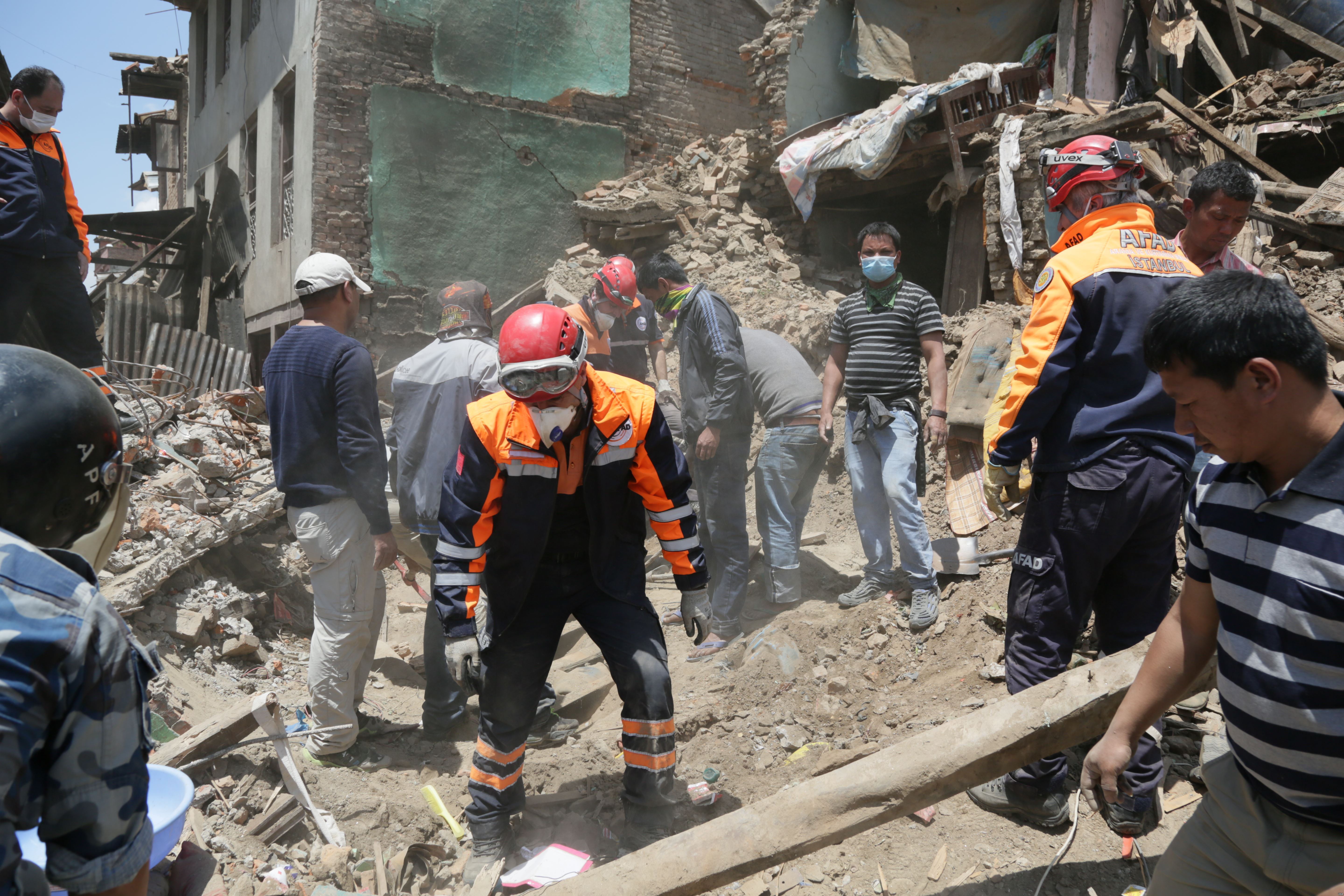
Operațiuni de salvare în Kathmandu, 27 aprilie
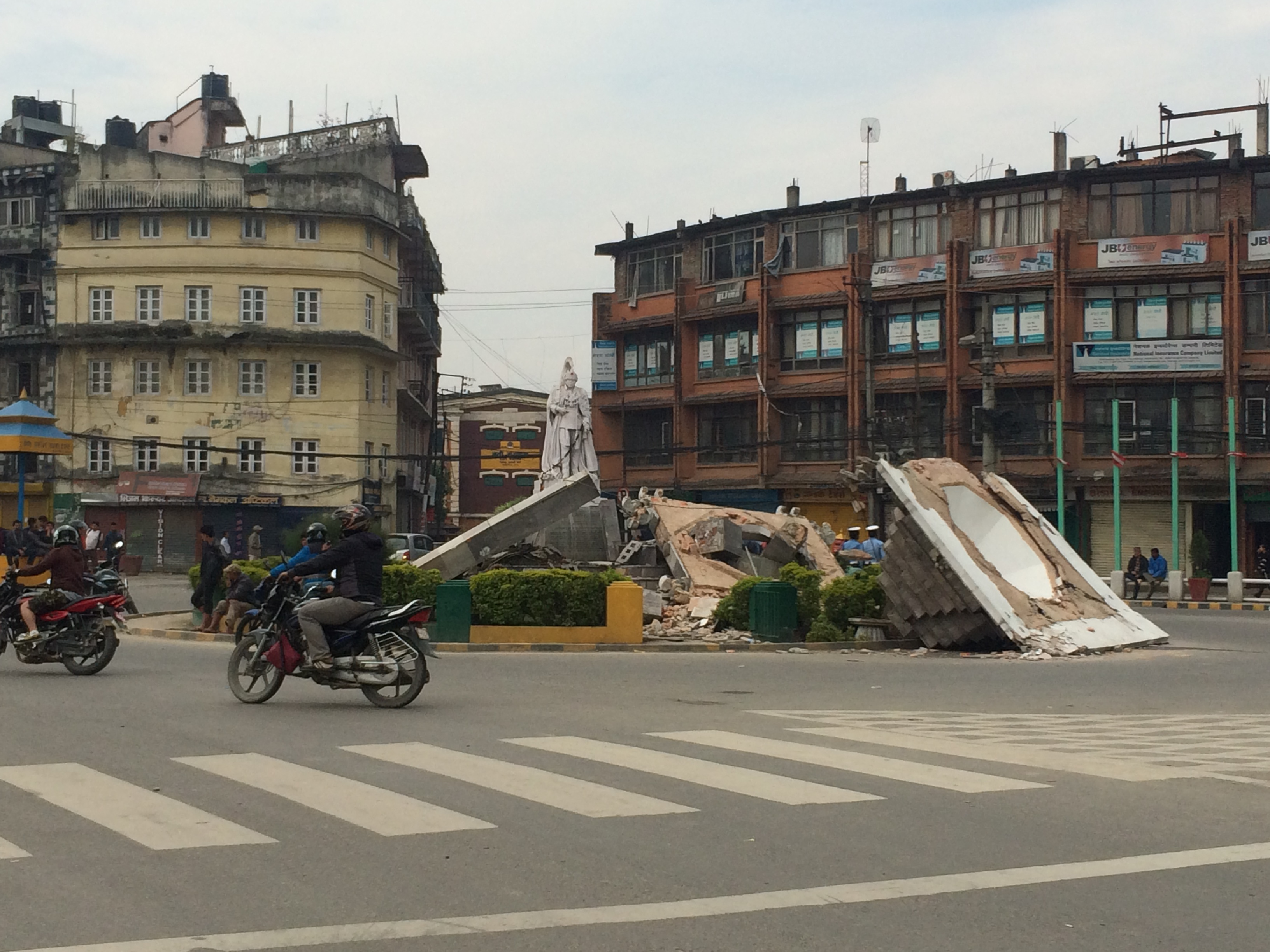
Cartierul Tripureshwor